# Mittelmeer-Sturmtaucher

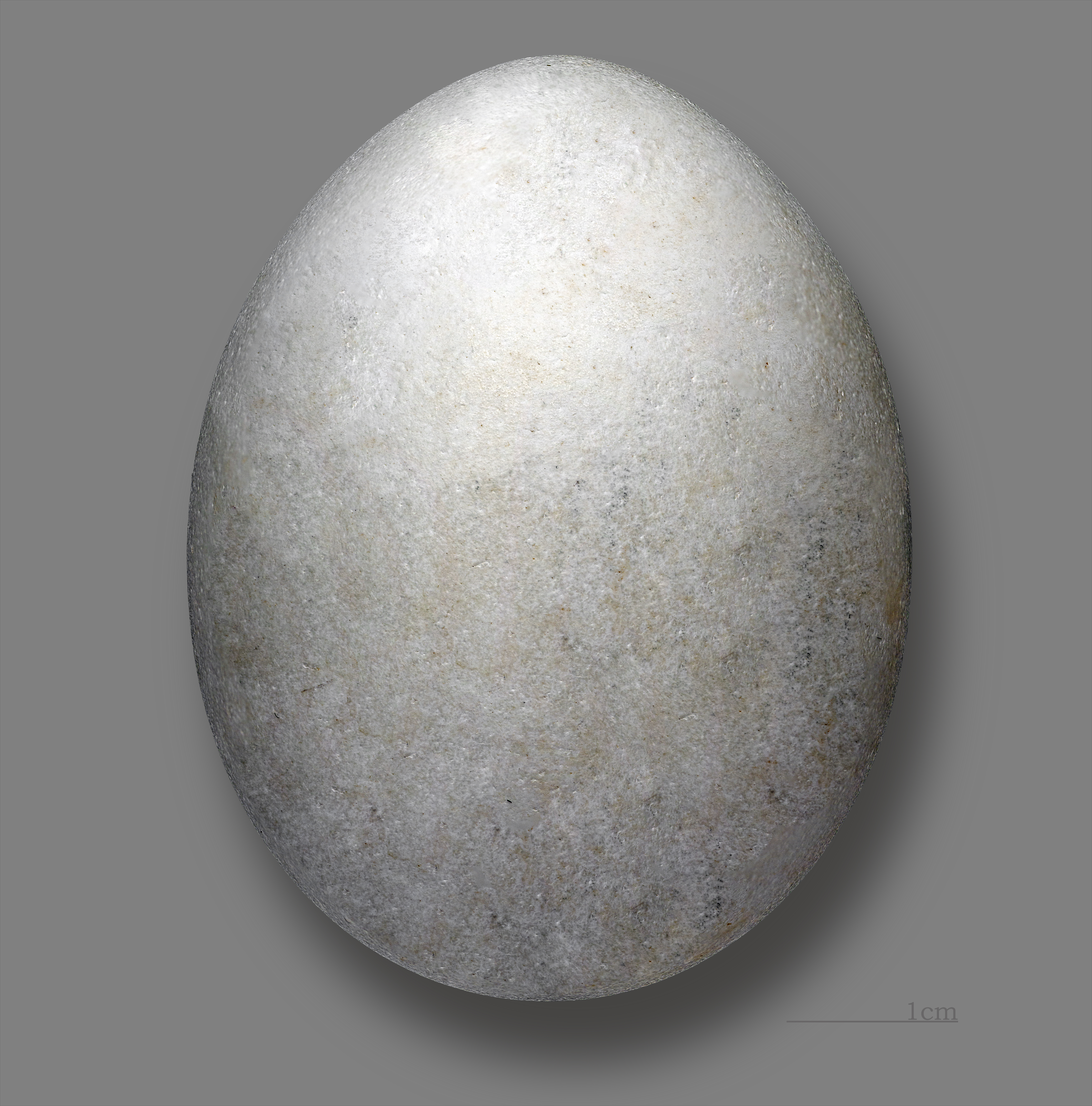
Mittelmeer-Sturmtaucher - Das Ei.

Der Mittelmeer-Sturmtaucher (Puffinus yelkouan) ist eine Vogelart aus der Familie der Sturmvögel Procellariidae.

## Beschreibung
Mittelmeer-Sturmtaucher sind mittelgroße Sturmtaucher. Die Körperlänge beträgt 34–39 cm, die Flügelspannweite 78–90 cm. Die gesamte Oberseite ist schwärzlich braun, der Handflügel ist noch etwas dunkler als die übrige Flügeloberseite. Die Unterseite ist scharf abgesetzt überwiegend einfarbig weiß. Schwingenspitzen, Schwanzendbinde und ein diagonales Band auf den Unterflügelarmdecken sind dunkel gefärbt. Flanken, Achselfedern, Unterschwanz und Unterflügeldecken können in unterschiedlicher Ausdehnung bräunliche Bereiche zeigen.

## Systematik
Heute werden keine Unterarten mehr anerkannt. Der bis dahin als Unterart des Mittelmeer-Sturmtauchers geführte Balearensturmtaucher wird seit 2004 als eigene Art (Puffinus mauretanicus) geführt.

## Verbreitung und Lebensraum
Die Art ist ein Endemit des Mittelmeerraumes, die genaue Verbreitung ist vielfach noch unbekannt. Mittelmeer-Sturmtaucher brüten auf felsigen, vorgelagerten Inseln oder in abgelegenen Festlandsgebieten. Meist fliegen sie nicht höher als zehn Meter über der Wasseroberfläche. Dort wo sich Kleinfische sammeln, kann es zu großen Ansammlungen dieser Art kommen. Außerhalb der Brutzeit wandern Mittelmeer-Sturmtaucher weiträumig im Mittelmeerraum sowie in der Schwarzmeerregion umher.

## Bestand und Gefährdung
Der Weltbestand wurde 2004 auf 14.700–52.000 Brutpaare geschätzt, der europäische Brutbestand auf 13.000 bis 33.000 Brutpaare. Der Weltbestand könnte demnach etwa 100.000 Individuen umfassen. Nach Einschätzung von BirdLife ist diese Zahl jedoch hochgradig spekulativ, solange über den Bestand der Türkei keine auch nur annähernd genauen Angaben vorliegen. BirdLife gibt als sehr grobe Schätzung für diesen Bestand 1000–30.000 Brutpaare an. Den größten Bestand neben der Türkei hat Italien, wo nach Schätzungen zwischen 7.000 und 14.000 Paare brüten.
Laut BirdLife International ist der Mittelmeer-Sturmtaucher durch Ratten und verwilderte Hauskatzen gefährdet. Die Seevögel verenden auch als Beifang in Fischernetzen und durch die Langleinenfischerei. Er wird von der IUCN wegen extrem niedriger Bruterfolge in mehreren wichtigen Brutkolonien inzwischen als Art der Vorwarnliste („Near Threatened“) eingestuft.